# Mayapati
Mayapati is een bestuurslaag in het regentschap Ogan Ilir van de provincie Zuid-Sumatra, Indonesië. Mayapati telt 1057 inwoners (volkstelling 2010).